# 2986 Мріналіні
2986 Мріналіні (2986 Mrinalini) — астероїд головного поясу, відкритий 24 вересня 1960 року.
Тіссеранів параметр щодо Юпітера — 3,181.